# Metalopha kashmirensis
Metalopha kashmirensis là một loài bướm đêm trong họ Noctuidae.